# Юрай Тарр
Юрай Тарр  (словац. Juraj Tarr, 18 лютого 1979) — словацький веслувальник, олімпійський медаліст.

## Виступи на Олімпіадах
| Олімпіада   | Дисципліна                     | Місце |
| ----------- | ------------------------------ | ----- |
| Сідней 2000 | байдарка-четвірка, 1000 метрів | 4     |
| Пекін 2008  | байдарка-четвірка, 1000 метрів | 2     |
| Лондон 2012 | байдарка-четвірка, 1000 метрів | 6     |
| Ріо 2016    | байдарка-четвірка, 1000 метрів | 2     |
| Ріо 2016    | байдарка-двійка, 1000 метрів   | 8     |